# NOAD in het seizoen 1961/62
Het seizoen 1961/1962 was het achtste jaar in het bestaan van de Tilburgse betaaldvoetbalclub NOAD. De club kwam uit in de Eerste divisie B en eindigde daarin op de 13e plaats, dit betekende dat de club rechtstreeks degradeerde naar de Tweede divisie. Tevens deed de club mee aan het toernooi om de KNVB Beker, hierin werd in de tweede ronde verloren van Helmondia '55 (0–3).

## Wedstrijdstatistieken

### Eerste divisie B
|       | Be Quick | EBOH  | Elinkwijk | Enschedese Boys | Excelsior | Heerenveen | Heracles | Hermes DVS | Hilversum | HVC   | Limburgia | RBC   | SHS   | VSV   | Wageningen | Wilhelmina | ZFC   |
| ----- | -------- | ----- | --------- | --------------- | --------- | ---------- | -------- | ---------- | --------- | ----- | --------- | ----- | ----- | ----- | ---------- | ---------- | ----- |
| Thuis | 2 – 2    | 9 – 2 | 1 – 1     | 2 – 6           | 0 – 4     | 0 – 0      | 0 – 5    | 2 – 0      | 3 – 2     | 5 – 2 | 0 – 2     | 1 – 2 | 1 – 5 | 2 – 1 | 2 – 2      | 4 – 3      | 2 – 1 |
| Uit   | 8 – 2    | 0 – 2 | 1 – 0     | 3 – 2           | 1 – 1     | 0 – 0      | 1 – 2    | 0 – 2      | 2 – 1     | 3 – 0 | 3 – 0     | 2 – 3 | 2 – 0 | 1 – 3 | 1 – 1      | 2 – 0      | 1 – 0 |

### KNVB Beker
| 2e ronde                                             | NOAD | 0 – 3 (0 – 0) | Helmondia '55               |
| 31 maart 1962 Plaats: Tilburg Gemeentelijk Sportpark |      |               | 69', 78', –' Theo Spierings |

## Statistieken NOAD 1961/1962

### Eindstand NOAD in de Nederlandse Eerste divisie B 1961 / 1962
| Stand | Gespeeld | Gewonnen | Gelijk | Verloren | Punten | Doelpunten voor | Doelpunten tegen |
| ----- | -------- | -------- | ------ | -------- | ------ | --------------- | ---------------- |
| 13e   | 34       | 12       | 7      | 15       | 31     | 55              | 71               |

### Topscorers
| #                    | Naam                      | Goal |
| -------------------- | ------------------------- | ---- |
| 1.                   | Theo Netten               | 24   |
| 2.                   | Frans van de Luijtgaarden | 5    |
| 3.                   | Johnny van der Velde      | 4    |
| 3.                   | Henk Zieltjens            | 4    |
| 5.                   | Nico de Bruijn            | 3    |
| 6.                   | Hein Brocken              | 2    |
| 6.                   | Piet Dankers              | 2    |
| 6.                   | Jan Lindhout              | 2    |
| 6.                   | Theo Simons               | 2    |
| 10.                  | Pierre van Belkom         | 1    |
| 10.                  | F. van Broekhoven         | 1    |
| 10.                  | Ruud de Chêne             | 1    |
| 10.                  | Harry van Stiphout        | 1    |
| Onbekende doelpunten |                           |      |
| –                    | Onbekend                  | 3    |
| Totaal               | Totaal                    | 55   |

| #      | Naam        | Goal |
| ------ | ----------- | ---- |
| –      | Geen speler | 0    |
| Totaal | Totaal      | 0    |